# Mistrzostwa Afryki w Piłce Siatkowej Kobiet 2017
Mistrzostwa Afryki w Piłce Siatkowej Kobiet 2017 – 18. edycja mistrzostw rozegrana została w dniach 7 – 14 października 2017 roku w stolicy Kamerunu, Jaunde. W rozgrywkach wystartowało 9 reprezentacji narodowych. Zawody są jednocześnie kwalifikacjami do Mistrzostw Świata 2018: dwie najlepsze drużyny w końcowej klasyfikacji otrzymały awans na Mistrzostwa Świata.

## Uczestnicy
Swój udział w Mistrzostwach Afryki zadeklarowało 13 reprezentacji narodowych
| Drużyna                        | Podstawa kwalifikacyjna           |
| ------------------------------ | --------------------------------- |
| Kamerun                        | gospodarz                         |
| Tunezja                        | najlepsze zespoły w rankingu FIVB |
| Algieria                       | najlepsze zespoły w rankingu FIVB |
| Senegal                        | strefa II - 1. miejsce            |
| Republika Zielonego Przylądka* | strefa II - 2. miejsce            |
| Nigeria                        | strefa III - 1. miejsce           |
| Ghana*                         | strefa III - 2. miejsce           |
| Demokratyczna Republika Konga  | strefa IV - 1. miejsce            |
| Kenia                          | strefa V - 1. miejsce             |
| Egipt                          | strefa V - 2. miejsce             |
| Botswana                       | strefa VI - 1. miejsce            |
| Zambia*                        | dzikie karty                      |
| Czad*                          | dzikie karty                      |

*- drużyna wycofała się z rozgrywek
Reprezentacja Mozambiku zakwalifikowała się na Mistrzostwa Afryki 2017 zajmując drugie miejsce w kwalifikacjach strefy VI, ale nie zgłosiła się jako uczestnik kontynentalnego czempionatu.

### Skład grup
| Grupa A  | Grupa B                       |
| -------- | ----------------------------- |
| Kamerun  | Tunezja                       |
| Algieria | Kenia                         |
| Botswana | Demokratyczna Republika Konga |
| Egipt    | Senegal                       |
|          | Nigeria                       |

## System rozgrywek
W fazie grupowej drużyny w grupach rozegrały między sobą mecze, "każdy z każdym". Drużyny z 3. i 4. miejsca w grupach po zakończeniu fazy grupowej utworzyły pary rywalizujące o miejsca 5.-8.: zwycięzcy meczów zagrali spotkanie o 5. miejsce, a przegrani - o 7. miejsce. Drużyna z 5. miejsca z grupy B zajęła 9. miejsce w klasyfikacji końcowej. Po dwa najlepsze zespoły awansowały do półfinałów, których zwycięzcy zagrali mecz finałowy, a przegrani - o 3. miejsce

## Rozgrywki

### Faza grupowa

#### Grupa A
Tabela
| Lp. | Drużyna  | Mecze | Mecze   | Mecze   | Pkt | Sety | Sety | Sety  | Małe punkty | Małe punkty | Małe punkty |
| Lp. | Drużyna  | M     | W (3:2) | P (2:3) | Pkt | wyg. | prz. | ratio | zdob.       | str.        | ratio       |
| --- | -------- | ----- | ------- | ------- | --- | ---- | ---- | ----- | ----------- | ----------- | ----------- |
| 1   | Kamerun  | 3     | 3 (0)   | 0 (0)   | 9   | 9    | 2    | 4.500 | 267         | 202         | 1.322       |
| 2   | Egipt    | 3     | 2 (0)   | 1 (0)   | 6   | 7    | 3    | 2.333 | 238         | 196         | 1.214       |
| 3   | Algieria | 3     | 1 (1)   | 2 (0)   | 2   | 4    | 8    | 0.500 | 202         | 258         | 0.783       |
| 4   | Botswana | 3     | 0 (0)   | 3 (1)   | 1   | 2    | 9    | 0.222 | 194         | 245         | 0.792       |

Źródło: cavb.org
Punktacja: 3:0 i 3:1 – 3 pkt; 3:2 – 2 pkt; 2:3 – 1 pkt; 1:3 i 0:3 – 0 pkt
Zasady ustalania kolejności: 1. liczba zwycięstw; 2. liczba punktów; 3. stosunek setów; 4. stosunek małych punktów; 5. bilans w bezpośrednich meczach
     awans do półfinału
     mecze o miejsca 5.-8.
Wyniki
| Data  | Godz. | Drużyna 1 | Wynik | Drużyna 2 | 1     | 2     | 3     | 4     | 5    | Widzów | *  |
| ----- | ----- | --------- | ----- | --------- | ----- | ----- | ----- | ----- | ---- | ------ | -- |
| 7.10  | 19:00 | Kamerun   | 3:0   | Botswana  | 25:22 | 25:11 | 25:17 |       |      | 3000   | 3  |
| 8.10  | 18:00 | Algieria  | 0:3   | Egipt     | 12:25 | 17:25 | 14:25 |       |      | 1500   | 6  |
| 9.10  | 18:00 | Kamerun   | 3:1   | Algieria  | 25:20 | 25:9  | 17:25 | 25:10 |      | 3000   | 9  |
| 10.10 | 14:00 | Egipt     | 3:0   | Botswana  | 25:14 | 25:18 | 25:21 |       |      | 300    | 10 |
| 11.10 | 14:00 | Botswana  | 2:3   | Algieria  | 25:14 | 21:25 | 25:16 | 12:25 | 8:15 | 300    | 13 |
| 11.10 | 20:00 | Egipt     | 1:3   | Kamerun   | 25:20 | 28:30 | 17:25 | 18:25 |      | 5000   | 16 |

#### Grupa B
Tabela
| Lp. | Drużyna                       | Mecze | Mecze   | Mecze   | Pkt | Sety | Sety | Sety  | Małe punkty | Małe punkty | Małe punkty |
| Lp. | Drużyna                       | M     | W (3:2) | P (2:3) | Pkt | wyg. | prz. | ratio | zdob.       | str.        | ratio       |
| --- | ----------------------------- | ----- | ------- | ------- | --- | ---- | ---- | ----- | ----------- | ----------- | ----------- |
| 1   | Kenia                         | 4     | 4 (0)   | 0 (0)   | 12  | 12   | 0    | MAX   | 303         | 194         | 1.562       |
| 2   | Senegal                       | 4     | 3 (0)   | 1 (0)   | 9   | 9    | 5    | 1.800 | 326         | 312         | 1.045       |
| 3   | Tunezja                       | 4     | 2 (0)   | 2 (0)   | 6   | 7    | 7    | 1.000 | 312         | 286         | 1.091       |
| 4   | Nigeria                       | 4     | 1 (0)   | 3 (0)   | 3   | 4    | 9    | 0.444 | 238         | 292         | 0.815       |
| 5   | Demokratyczna Republika Konga | 4     | 0 (0)   | 4 (0)   | 0   | 1    | 12   | 0.083 | 226         | 321         | 0.704       |

Źródło: cavb.org
Punktacja: 3:0 i 3:1 – 3 pkt; 3:2 – 2 pkt; 2:3 – 1 pkt; 1:3 i 0:3 – 0 pkt
Zasady ustalania kolejności: 1. liczba zwycięstw; 2. liczba punktów; 3. stosunek setów; 4. stosunek małych punktów; 5. bilans w bezpośrednich meczach
     awans do półfinału
     mecze o miejsca 5.-8.
Wyniki
| Data  | Godz. | Drużyna 1                     | Wynik | Drużyna 2                     | 1     | 2     | 3     | 4     | 5 | Widzów | *  |
| ----- | ----- | ----------------------------- | ----- | ----------------------------- | ----- | ----- | ----- | ----- | - | ------ | -- |
| 7.10  | 14:00 | Senegal                       | 3:1   | Demokratyczna Republika Konga | 25:21 | 21:25 | 25:21 | 25:15 |   | 500    | 1  |
| 7.10  | 16:00 | Kenia                         | 3:0   | Nigeria                       | 25:16 | 25:8  | 25:10 |       |   | 1000   | 2  |
| 8.10  | 14:00 | Nigeria                       | 1:3   | Tunezja                       | 25:19 | 20:25 | 10:25 | 11:25 |   | 500    | 4  |
| 8.10  | 16:00 | Senegal                       | 0:3   | Kenia                         | 21:25 | 26:28 | 15:25 |       |   | 1000   | 5  |
| 9.10  | 14:00 | Kenia                         | 3:0   | Demokratyczna Republika Konga | 25:17 | 25:15 | 25:12 |       |   | 500    | 7  |
| 9.10  | 16:00 | Tunezja                       | 1:3   | Senegal                       | 23:25 | 19:25 | 25:18 | 22:25 |   | 2000   | 8  |
| 10.10 | 16:00 | Demokratyczna Republika Konga | 0:3   | Nigeria                       | 19:25 | 14:25 | 15:25 |       |   | 500    | 11 |
| 10.10 | 18:00 | Kenia                         | 3:0   | Tunezja                       | 25:17 | 25:21 | 25:16 |       |   | 1000   | 12 |
| 11.10 | 16:00 | Tunezja                       | 3:0   | Demokratyczna Republika Konga | 25:18 | 25:14 | 25:20 |       |   | 500    | 14 |
| 11.10 | 18:00 | Nigeria                       | 0:3   | Senegal                       | 23:25 | 20:25 | 20:25 |       |   | 1500   | 15 |

### Faza finałowa

#### Mecze o miejsca 5-8
| Data  | Godz. | Drużyna 1 | Wynik | Drużyna 2 | 1     | 2     | 3     | 4     | 5 | Widzów | *  |
| ----- | ----- | --------- | ----- | --------- | ----- | ----- | ----- | ----- | - | ------ | -- |
| 13.10 | 12:00 | Algieria  | 3:1   | Nigeria   | 25:13 | 25:11 | 22:25 | 25:20 |   | 300    | 17 |
| 13.10 | 14:00 | Tunezja   | 3:0   | Botswana  | 25:16 | 25:17 | 25:14 |       |   | 300    | 18 |

#### Półfinały
| Data  | Godz. | Drużyna 1 | Wynik | Drużyna 2 | 1     | 2     | 3     | 4 | 5 | Widzów | *  |
| ----- | ----- | --------- | ----- | --------- | ----- | ----- | ----- | - | - | ------ | -- |
| 13.10 | 16:00 | Kenia     | 3:0   | Egipt     | 25:23 | 25:22 | 25:19 |   |   | 2500   | 19 |
| 13.10 | 18:00 | Kamerun   | 3:0   | Senegal   | 25:19 | 25:20 | 27:25 |   |   | 5500   | 20 |

#### Mecz o 7. miejsce
| Data  | Godz. | Drużyna 1 | Wynik | Drużyna 2 | 1     | 2     | 3     | 4 | 5 | Widzów | * |
| ----- | ----- | --------- | ----- | --------- | ----- | ----- | ----- | - | - | ------ | - |
| 14.10 | 12:00 | Nigeria   | 3:0   | Botswana  | 25:18 | 25:23 | 25:14 |   |   | 100    |   |

#### Mecz o 5. miejsce
| Data  | Godz. | Drużyna 1 | Wynik | Drużyna 2 | 1     | 2     | 3     | 4     | 5 | Widzów | * |
| ----- | ----- | --------- | ----- | --------- | ----- | ----- | ----- | ----- | - | ------ | - |
| 14.10 | 14:00 | Algieria  | 1:3   | Tunezja   | 13:25 | 21:25 | 25:23 | 16:25 |   | 800    |   |

#### Mecz o 3. miejsce
| Data  | Godz. | Drużyna 1 | Wynik | Drużyna 2 | 1     | 2     | 3     | 4 | 5 | Widzów | * |
| ----- | ----- | --------- | ----- | --------- | ----- | ----- | ----- | - | - | ------ | - |
| 14.10 | 16:00 | Egipt     | 3:0   | Senegal   | 25:20 | 25:19 | 25:23 |   |   | 3000   |   |

#### Finał
| Data  | Godz. | Drużyna 1 | Wynik | Drużyna 2 | 1     | 2     | 3     | 4 | 5 | Widzów | * |
| ----- | ----- | --------- | ----- | --------- | ----- | ----- | ----- | - | - | ------ | - |
| 14.10 | 18:00 | Kenia     | 0:3   | Kamerun   | 22:25 | 19:25 | 27:29 |   |   | 7000   |   |

## Klasyfikacja końcowa
| Miejsce | Reprezentacja                 |
| ------- | ----------------------------- |
| złoto   | Kamerun                       |
| srebro  | Kenia                         |
| brąz    | Egipt                         |
| 4.      | Senegal                       |
| 5.      | Tunezja                       |
| 6.      | Algieria                      |
| 7.      | Nigeria                       |
| 8.      | Botswana                      |
| 9.      | Demokratyczna Republika Konga |

     awans na Mistrzostwa Świata 2018

## Nagrody indywidualne
| MVP          | Najlepsza atakująca | Najlepsza blokująca   | Najlepsza zagrywająca | Najlepsza przyjmująca | Najlepsza rozgrywająca | Najlepsza libero |
| ------------ | ------------------- | --------------------- | --------------------- | --------------------- | ---------------------- | ---------------- |
| Moma Bassoko | Mercy Moim          | Edith Wisa Mukuvulani | Aya Elshamy           | Fatou Diouck          | Koulla Nadge           | Raissa Nasser    |